# Nazzareno Marconi
Nazzareno Marconi (Città di Castello, 12 febbraio 1958) è un vescovo cattolico e biblista italiano, dal 17 dicembre 2022 vescovo di Macerata.

## Biografia
Nasce a Città di Castello, sede vescovile in provincia di Perugia, il 12 febbraio 1958.

### Formazione e ministero sacerdotale
Dopo aver frequentato il liceo classico, ottiene la maturità. Entra nel Pontificio Seminario Romano Maggiore e consegue il baccalaureato in filosofia presso la Pontificia Università Lateranense e quello in teologia presso la Pontificia Università Gregoriana.
Il 2 luglio 1983 è ordinato presbitero per la diocesi di Città di Castello dal vescovo Carlo Urru.
Ottiene la licenza in sacra scrittura presso il Pontificio Istituto Biblico ed il dottorato in teologia alla Pontificia Università Urbaniana; nel frattempo è educatore nel Pontificio Seminario Romano Maggiore.
Ricopre l'incarico di viceparroco di San Giustino e, dal 1998 al 2004, è parroco di San Michele Arcangelo a Citerna; è anche direttore dell'ufficio catechistico diocesano e consulente della Rai per produzioni televisive di divulgazione della cultura biblica. Dallo stesso anno insegna esegesi dell'Antico Testamento e sacra scrittura all'istituto teologico di Assisi. Nel 2004 è nominato rettore del Pontificio seminario regionale umbro. Nel 2013 diventa parroco di San Donato a Trestina.
Il 10 marzo 2005 è nominato cappellano di Sua Santità.

### Ministero episcopale
Il 3 giugno 2014 papa Francesco lo nomina vescovo di Macerata-Tolentino-Recanati-Cingoli-Treia; succede a Claudio Giuliodori, precedentemente nominato assistente ecclesiastico generale dell'Università Cattolica del Sacro Cuore. Il 13 luglio successivo riceve l'ordinazione episcopale, nella cattedrale di Città di Castello, dal cardinale Gualtiero Bassetti, coconsacranti i vescovi Domenico Cancian e Claudio Giuliodori. Il 27 luglio prende possesso canonico della diocesi, nella cattedrale di Macerata.
Il 10 maggio 2022 è eletto presidente della Conferenza episcopale marchigiana.
Il 17 dicembre 2022 papa Francesco definisce il nome della diocesi di Macerata-Tolentino-Recanati-Cingoli-Treia in diocesi di Macerata; contestualmente il titolo di cattedrale è stato trasferito alla collegiata di San Giovanni e la Madonna, invocata con il titolo di Mater Misericordiae, è stata proclamata unica patrona della diocesi. A proposito ha commentato: «Non è solo una questione di nomi, ma la conferma dell'indicazione che nella Chiesa bisogna camminare verso il futuro, verso una sempre più grande unità, avendo cura di conservare e venerare il ricordo bello del nostro passato di fede».

## Genealogia episcopale
La genealogia episcopale è:
- Cardinale Scipione Rebiba
- Cardinale Giulio Antonio Santori
- Cardinale Girolamo Bernerio, O.P.
- Arcivescovo Galeazzo Sanvitale
- Cardinale Ludovico Ludovisi
- Cardinale Luigi Caetani
- Cardinale Ulderico Carpegna
- Cardinale Paluzzo Paluzzi Altieri degli Albertoni
- Papa Benedetto XIII
- Papa Benedetto XIV
- Papa Clemente XIII
- Cardinale Marcantonio Colonna
- Cardinale Giacinto Sigismondo Gerdil, B.
- Cardinale Giulio Maria della Somaglia
- Cardinale Carlo Odescalchi, S.I.
- Cardinale Costantino Patrizi Naro
- Cardinale Lucido Maria Parocchi
- Papa Pio X
- Cardinale Gaetano De Lai
- Cardinale Raffaele Carlo Rossi, O.C.D.
- Cardinale Amleto Giovanni Cicognani
- Cardinale Giovanni Benelli
- Cardinale Silvano Piovanelli
- Cardinale Gualtiero Bassetti
- Vescovo Nazzareno Marconi